# رصد التشوه

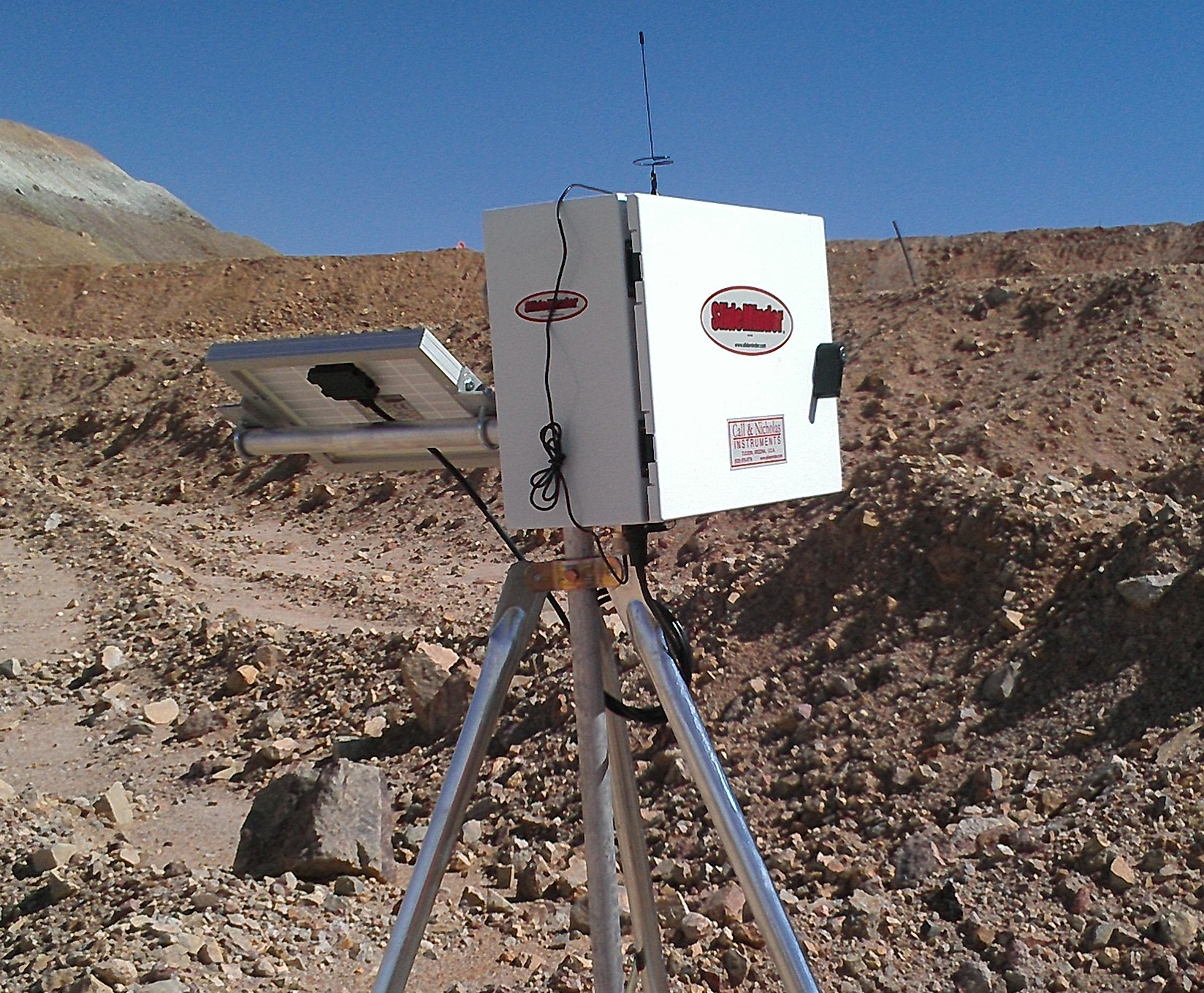

رصد التشوه (ويشار إليه أيضًا باسم مسح التشوه) هو عبارة عن القياس المنتظم وتتبع التغير في شكل أو أبعاد كائن نتيجة الإجهادات الناجمة عن الأحمال المطبقة. ورصد التشوه هو أحد العناصر الرئيسية لتسجيل القيم المقاسة ويمكن استخدامه في مزيد من الحساب وتحليل التشوه والصيانة التنبؤية والتنبيه.
يرتبط رصد التشوه في المقام الأول بمجال المسح المطبق، ولكن قد يكون أيضًا ذا صلة بالهندسة المدنية والهندسة الميكانيكية وإنشاء المحطات وآليات استقرار التربة والصخور.
وتتمثل أسباب رصد التشوه في تغيرات في الطبقة السفلى، بمعنى زيادة أو نقص الوزن، أو تغيرات في خصائص المادة أو التأثيرات الخارجية.
أجهزة القياس المستخدمة (1) لرصد التشوه تعتمد على التطبيق (2) والطريقة المختارة (3) والانتظام المطلوب (4).

## أجهزة القياس
يمكن تصنيف أجهزة القياس (أو أجهزة الاستشعار) وتقسيمها إلى مجموعتين أساسيتين، أجهزة استشعار جيوديسية وجيوتقنية. وقد تُدمج مجموعتا أجهزة القياس بسهولة في أجهزة رصد التشوه الحديثة.
تقيس أجهزة *القياس الجيوديسية الإزاحات أو الحركات ذات الإسناد الجغرافي في بُعد أو بُعدين أو ثلاثة أبعاد. وتشمل هذه الأجهزة استخدام بعض الأدوات مثل جهاز المحطة المتكاملة والمسواة ومستقبلات أنظمة الملاحة العالمية باستخدام الأقمار الصناعية.
بينما تقيس أجهزة *القياس الجيوتقنية الإزاحات أو الحركات غير المسندة جغرافيًا ذات الصلة بالمؤثرات أو الظروف البيئية. وتشمل استخدام بعض الأدوات مثل مقياس التمدد أو مقياس الضغط العالي أو الممطار أو المحرار أو البارومتر أو المميال أو مقياس التسارع أو مقياس الزلزال وغيره. أو يمكنك الرجوع إلى المكشاف الجيوتقني لمزيد من التفاصيل.
- تقنيات أخرى مثل أجهزة رادار القياس.

## الاستخدام
قد يكون رصد التشوه مطلوبًا في الاستخدامات التالية:
- السدود
- الطرق
- الأنفاق
- الكباري والجسور
- المباني الشاهقة والتاريخية
- الأساسات
- مواقع الإنشاء
- التعدين
- انزلاق الأراضي والمنحدرات البركانية
- مناطق الاستيطان
- مناطق الزلزال

## الطرق
قد يجري رصد التشوه يدويًا أو آليًا.
- رصد التشوه يدويًا هو تشغيل أجهزة الاستشعار أو الأدوات يدويًا بغرض رصد التشوه.
- نظام رصد التشوه آليًا عبارة عن مجموعة من عناصر البرامج والأجهزة المتفاعلة أو المترابطة أو المتماسكة التي تشكل في مجموعها تجمعًا لرصد التشوه الذي، بمجرد إنشائه، لا يتطلب التدخل البشري في عمله.

لاحظ أن تحليل التشوه وتفسير البيانات المجمعة عن طريق نظم الرصد غير متضمنة في هذا التعريف. ويمكن استخدام نظام الرصد الآلي في الرصد الدوري أو المستمر.

## الانتظام والجدولة
لا بد من النظر في انتظام الرصد والفواصل الزمنية للقياسات بناءً على التطبيق والكائن المطلوب رصده. قد تخضع الكائنات لكل من الحركة السريعة عالية التردد والحركة البطيئة التدريجية. على سبيل المثال، قد يتأرجح الجسر لمدة ثوانٍ قليلة نتيجة التأثر بحركة المرور والرياح ويتحول أيضًا تدريجيًا بفعل تغيرات القشرة الأرضية.
تمتد عملية *الانتظام: لأيام أو أسابيع أو سنوات بالنسبة للرصد اليدوي بينما تستمر فيما يتعلق بنظم الرصد الآلي.
يمتد *الفاصل الزمني للقياس: من كسور من الثانية إلى ساعات.

## إدارة المخاطر
توفر نظم رصد التشوه الرقابة الاستباقية على المخاطر المتعلقة بالتغير أو انهيار الهيكل المحتملين. قد يقلل حاملو بوالص التأمين التعرض للمخاطر قبل عملية الإنشاء وأثناءها وطوال دورة حياة البنية وبذلك يقل قسط التأمين.
وللحصول على مزيد من المعلومات، يمكنك الرجوع إلى إدارة المخاطر.